# Лазавка (река)
Лазавка — река в России, протекает в Новодеревеньковском районе Орловской области. Левый приток Любовши.

## География
Река берёт начало у села Лазавка. Течёт на юго-запад. Устье реки находится у деревни Елагино в 49 км по левому берегу реки Любовша. Длина реки составляет 17 км, площадь водосборного бассейна 195 км².

### Притоки (км от устья)
- 5,2 км: река Оревка

## Данные водного реестра
По данным государственного водного реестра России относится к Донскому бассейновому округу, водохозяйственный участок реки — река Сосна (Быстрая Сосна), речной подбассейн реки — бассейны притоков Дона до впадения Хопра. Речной бассейн реки — Дон (российская часть бассейна).
По данным геоинформационной системы водохозяйственного районирования территории РФ, подготовленной Федеральным агентством водных ресурсов:
- Код водного объекта в государственном водном реестре — 05010100212107000001333
- Код по гидрологической изученности (ГИ) — 107000133
- Код бассейна — 05.01.01.002
- Номер тома по ГИ — 07
- Выпуск по ГИ — 0